# Наталски домородачки контингент
Наталски домородачки контингент (енгл. Natal Native Contingent), британска колонијална војна јединица састављена од наталских Кафера, формирана и коришћена током Англо-Зулу рата (1879).

## Позадина
Влада британске колоније Натал на челу са високим комесаром Хенри Бартл Фрером се у јесен 1878. године одлучила да испровоцира рат против суседног краљевства Зулу, како би уништила последњу независну афричку државу у својој близини и уклонила потенцијалне препреке даљем ширењу колонизације у јужној Африци. Пошто је локални британски гарнизон имао само 6 батаљона пешадије и 2 артиљеријске батерије (уз још два батаљона послата из метрополе и са Маурицијуса укупно око 5.600 пешадинаца и 250 артиљераца са 12 топова), британска стајаћа војска у јужној Африци била је превише малобројна за освајање државе Зулуа, коју је бранило најмање 40.000 ратника.
Иако се британска команда на челу са генералом Фредериком Тесигером уздала да британске трупе наоружане модерним пушкама (Мартини-Хенри) могу победити Зулуе (наоружане већином копљима и штитовима, уз нешто застарелих пушака спредњача) у свакој бици на отвореном пољу, без обзира на бројни однос снага, на пространом ратишту биле су потребне бројне јединице за постављање гарнизона и обезбеђивање конвоја за снабдевање, што би веома брзо сасвим поделило малобројну британску војску. Уз то, на основу искуства стеченог у Каферским ратовима, британска команда очекивала је да ће Зулуи избегавати велике битке и одлучити се на герилско ратовање, што је захтевало бројне коњичке јединице за извиђање и гоњење, док у јужној Африци није било ни једне регуларне британске коњичке јединице, док су локалне колонијалне снаге (Наталска коњичка полиција и Наталски коњички добровољци) имале свега око 400 коњаника. У нужди, британске колонијалне власти одлучиле су се да мобилишу локално номородачко становништво.
Домородачко становништво Натала је под британском влашћу живело у племенским заједницама са сопственим наследним или изабраним поглавицама. Основне привредне гране биле су примитивна (мотична) земљорадња заснована на гајењу кукуруза и сточарство на пашњацимаː стока је била главно богатство и средство за размену. Иако различитог етничког порекла (већином из групе народа Банту), сво домородачко становништво британске власти називале су заједничким именом Кафери. Међу њима је било некадашњих поданика краљевства Зулу, који су пали под британску власт приликом ширења колоније Натал, као и бројних племенских група које су избегле под британску заштиту бежећи од рата са Зулуима, који су већином нападали своје непријатеље до истребљења. Иако су плаћале порез у стоци на сваку колибу британским властима, каферске заједнице су углавном биле задовољне под заштитом британске војске, која им је обезбедила релативно дуг период мира након хаоса и грађанских ратова у време ширења краљевства Зулу под владавином краљева Шаке (1816-1828), Дингане (1828-1840) и Мпанде (1840-1872). Тадашњи краљ Кечвајо (1873-1879) био је до тада пријатељ и савезник Британаца, али су колонијалне власти 1878. одлучиле да заузму и припоје његову државу.

## Формирање
Британске власти су 1878. процењивале становништво Натала на око 18.000 белаца (Европљана) и око 300.000 Кафера, од чега око 65.000 мушкараца способних за оружје. На предлог  главокомандујућег генерала Тесингера и пуковника Ентонија Дурнфорда, колонијалне власти су у новембру 1878. одлучиле да позову под оружје 7.600 локалних Кафера и ставе их под команду британске војске, формирајући тако Наталски домородачки контингент (НДК). Укупно је формирано 3 пешадијска пука, 6 чета коњице и 3 чете пионира под командом британских официра и подофицира.
Мобилизација је проглашена 11. децембра и већина каферских регрута окупила се пре краја године, када су подељени у чете и батаљоне и започета је стројева обуха под надзором британских официра. Међутим, осим у коњичким јединицама, обука је остала веома слаба, пошто није било довољно британских подофицира (већина је регрутована међу европским авантуристима и грађевинским радницима, који нису имали претходног ратног искуства и нису знали језик домородаца, а неки чак ни енглески). Није било ни довољно времена, пошто је рат почео већ 11. јануара 1879, оставивши мање од 2-3 недеље за обуку домородачких регрута.

## Пешадија
Основна пешадијска јединица била је чета, састављена од 110 људиː 101 домородаца (90 војника,10 подофицира и један официр) и 9 Европљана (1 капетан, 2 поручника и 6 подофицира). Десет чета чинило је батаљон, који је имао штаб од 5 британских официра, тако да је сваки батаљон имао око 1.100 људи, од чега 95 Европљана. Прва бригада имала је 3 батаљона, а Друга и Трећа бригада по два. Домородачки војници били су наоружани копљем и штитом, а  подофицири и официри пушкама, већином старим каписларама Енфилд са само 5 метака по човеку (због штедње муниције и неповерења у њихову верност). Сваки десети војник добио је секиру, мачету или срп, који су у нужди такође могли да послуже као оружје. Од униформи добили су од колонијалних власти само по једно ћебе (у различитим бојама за сваки батаљон, које је ношено смотано и обешено укосо преко левог рамена и груди) и црвену траку, коју су неки носили везану око чела, а неки око надлактице. На сваких 10 људи додељен им је по један казан, а следовање у кукурузном брашну и свежем месу (по пола килограма на човека) дељено је једном дневно. Уз то, обећана им је плата од 20 шилинга (једну фунту) месечно. Европски официри и подофицири добили су униформе (смеђе капуте, шешире широког обода са црвеном траком, панталоне и чизме) и модерне пушке Мартини-Хенри, као и реденике са по 50 метака. Уз то, официри су добили коње, сабље и револвере (типа Адамс или Вебли Краљевске Ирске Полиције).
| Јединица      | Заповедник                    | Бројно стање | Ратни распоред |
| ------------- | ----------------------------- | ------------ | -------------- |
| Први пук НДК  | пуковник Ентони Дурнфорд      |              | Колона бр. 2   |
| 1.батаљон     | командант Монгомери           | око 1.100    |                |
| 2.батаљон     | мајор Бенкок                  | око 1.100    |                |
| 3.батаљон     | капетан Чери                  | око 280      |                |
| Други пук НДК | мајор Грејвс                  |              | Колона бр. 1   |
| 1.батаљон     | мајор Грејвс                  | око 1.100    |                |
| 2.батаљон     | командант Нетлтон             | око 1.100    |                |
| Трећи пук НДК | командант Роберт Лонсдејл     |              | Колона бр. 3   |
| 1.батаљон     | командант Џорџ Хамилтон-Браун | око 1.100    |                |
| 2.батаљон     | командант Купер               | око 1.100    |                |

У бици код Исандлуане (22. јануара 1879), Трећа бригада НДК претрпела је тешке губитке (око 400 људи), а остатак људства, потпуно деморалисан поразом, распуштен је кућама. Након реорганизације у пролеће 1879, пешадија из прве две бригаде НДК је формирана у 5 батаљона. Део војника добио је црвене мундире, а већина војника добила је пушке разних типова (већином спредњаче типа Енфилд, али и острагуше типа Снајдер и Мартини-Хенри).
| Јединица      | Заповедник           | Бројно стање | Ратни распоред |
| ------------- | -------------------- | ------------ | -------------- |
| 1.батаљон НДК | командант Монтгомери |              | Тврђава Чери   |
| 2.батаљон НДК | мајор Бенкок         | 404          | Друга дивизија |
| 3.батаљон НДК | капетан Чери         |              | Тврђава Чери   |
| 4.батаљон НДК | капетан Бартон       |              | Прва дивизија  |
| 5.батаљон НДК | командант Нетлтон    |              | Прва дивизија  |

## Коњица
За разлику од пешадије, коњица је од владе добила комплетне униформе (смеђе или жуте капуте, кратке панталоне до колена, шешире са широким ободом и црвеном траком и чизме) и коњичке карабине разних типова (Мартини-Хенри, Снајдер, Вестли Ричардс) са редеником за 50 метака. Сви су јахали сопствене коње, с тим што је влада обећала надокнаду до 10 фунти за сваког изгубљеног коња. Укупно је формирано 6 чета од по 50 коњаникаː прве три чете биле су познате као Зихалијеви коњаници, пета као Хлубијеви, а шеста као Јанцеови коњаници (по именима поглавица). Четврта чета била је позната као Едендејлски коњаници, састављена од хришћанских Кафера из разних племена, који су живели у хришћанској насеобини од око 1.000 душа око англиканске мисије у Едендејлу, недалеко од Питермарицбурга. Сваком коњанику обећана је плата од 30 шилинга (1,5 фунти) месечно. Едендејлски коњаници једини су носили чизме (остали су јахали босоноги) и имали су, као хришћани, двоструко већу плату. Сви домородачки коњаници били су међу Британцима популарно називани Басуто коњица, иако су само Хлуби и његови људи заправо  били Басутои, док су остали припадали различитим народима.
| Чета                        | Заповедник         | Домородачки вођа       | Јачина | Колона |
| --------------------------- | ------------------ | ---------------------- | ------ | ------ |
| 1.чета Зихалијевих коњаника | поручник Роу       | Нјанда (Зихалијев син) | 52     | Бр. 2  |
| 2.чета Зихалијевих коњаника | поручник Робертс   |                        | 55     | Бр. 2  |
| 3.чета Зихалијевих коњаника | поручник Вос       |                        | 50     | Бр. 2  |
| Едендејлски коњаници        | поручник Дејвис    | Симеон Камбуле         | 54     | Бр. 2  |
| Хлубијеви коњаници          | поручник Хендерсон | Хлуби                  | 50     | Бр. 2  |
| Јанцеови коњаници           | капетан Ајлиф      | Јанце                  | 54     | Бр. 2  |

## Пионири
Поред пешадијских јединица, формиране су и три чете пионира, за извођење војних радова. Ове јединице добиле су застареле британске црвене мундире, кратке панталоне до колена и капе, а сваки војник имао је ашов, секиру, пијук или ћускију. Подофицири и официри наоружани су спредњачама типа Енфилд.
| Јединица | Заповедник     | Бројно стање | Колона |
| -------- | -------------- | ------------ | ------ |
| 1.чета   | капетан Нолан  | 80           | Бр. 3  |
| 2.чета   | капетан Бедоуз | 104          | Бр. 1  |
| 3.чета   | капетан Ален   | 89           | Бр. 2  |